# Länsi Matkajärvi
Länsi Matkajärvi är en sjö i Övertorneå kommun i Norrbotten och ingår i Sangisälvens huvudavrinningsområde. Sjön har en area på 1,06 kvadratkilometer och ligger 137 meter över havet. Sjön avvattnas av vattendraget Matkabäcken.

## Delavrinningsområde
Länsi Matkajärvi ingår i det delavrinningsområde (737728-183495) som SMHI kallar för Utloppet av Länsi Matkajärvi. Medelhöjden är 160 meter över havet och ytan är 6,78 kvadratkilometer. Det finns inga avrinningsområden uppströms utan avrinningsområdet är högsta punkten. Matkabäcken som avvattnar avrinningsområdet har biflödesordning 3, vilket innebär att vattnet flödar genom totalt 3 vattendrag innan det når havet efter 74 kilometer. Avrinningsområdet består mestadels av skog (68 procent). Avrinningsområdet har 1,05 kvadratkilometer vattenytor vilket ger det en sjöprocent på 15,4 procent.